# The Lansdowne Tapes
Celebration è un album di raccolta del gruppo musicale britannico Uriah Heep, pubblicato nel 1994.

## Tracce
1. Born in a Tunk
2. Simon the Bullet Freak
3. Magic Lantern
4. Why (nuova versione)
5. Astrananza
6. What's Within My Heart (nuova versione)
7. The Wizard (nuova versione)
8. What Should Be Done (nuova versione)
9. Lucy Blues (nuova versione)
10. I Want You Babe (nuova versione)
11. Celebrate (nuova versione)
12. Schoolgirl (nuova versione)
13. Born in a Tunk (strumentale) (nuova versione)
14. Look at Yourself (nuova versione)

## Formazione
- Mick Box, chitarra, voce
- Trevor Bolder, basso, voce
- Phil Lanzon, tastiere, voce
- Bernie Shaw, voce
- Alex Napier, batteria
- Lee Kerslake, batteria